# 出町嘉明
出町 嘉明（でまち　よしあき、1943年8月18日  -1978年1月19日）は、日本の元スピードスケート選手。青森県館村(現八戸市)出身。日本コカ・コーラ所属。光星学院高等学校を経て日本大学卒業。
1968年冬季ユニバーシアード5000m銅メダル。続くグルノーブルオリンピックでは5000m21位、10000m22位。
しかし、1978年の国体合宿中に急逝した。享年34。